# Канцелар благајне
Канцелар благајне (енгл. Chancellor of the Exchequer) односно други лорд Трезора (енгл. Second Lord of the Treasury) службени је назив за министра финансија Уједињеног Краљевства.

## Историја
За руковођење Трезором Њеног величанства („министарством финансија”) изворно је био задужен лорд високи благајник који је био један од девет државних великодостојника. Након 1714. године ову дужност није вршио појединац већ колективно повјереништво. Повјереници су се називали лордови повјереници Трезора (енгл. Lords Commissioners of the Treasury) и временом су добили и своје посебне називе (први лорд Трезора, други лорд Трезора и млађи лордови Трезора).
Будући да је функција првог лорда Трезора (енгл. First Lord of the Treasury) постала службена министарска функција премијера Уједињеног Краљевства од тада на челу Трезора Њеног величанства (енгл. Her Majesty's Treasury) фактички стоји други лорд Трезора односно канцелар благајне.
Канцелар благајне је члан Кабинета Уједињеног Краљевства и најчешће га називају само „канцелар“. Један је од четворице државних великих функционера.
Званична резиденција другог лорда Трезора је Даунинг стрит 11 која је одмах након Даунинг стрит 10 која припада првом лорду Трезора (премијеру).